# الجحيم الحلو المر
الجحيم الحلو المر (بالكورية: 우리, 집)؛ هو مسلسل تلفزيوني كوري جنوبي، من كيم هي-سون، لي هاي-يونغ. عرض في 24 مايو الى 29 يونيو 2024، عرض على قناة MBC كل يومي الجمعة والسبت بتوقيت 21:50 بتوقيت (KST).

## القصة
يحكي المسلسل قصة نوه يونغ وون التي تعرف بأنها أفضل مستشار نفسي اسري في البلاد. عندما تتعرض حياتها المهنية وعائلتها للتهديد من قبل مبتز مجهول، تحاول حماية عائلتها من خلال التعاون مع حماتها.

## طاقم

### رئيسي
- كيم هي سون في دور نوه يونغ وون: مستشارة نفسية أسرية ناجحة تعيش حياة مثالية يحسدها الكثيرون.[2]
- لي هاي-يونغ في دور هونغ سا-بانج: حماة يونغ-وون وهي مؤلفة روايات غامضة مشهورة وأم مخلصة لابنها الوحيد.[1]
- كيم نام-هي بدور جاي جين: زوج يونغ وون وابن سا جانج الذي يعمل طبيبًا.[3][4]
- يونوو في دور لي سي نا: شخص غامض تحمل الكثير من الأسرار.[5]

### داعم
- هوانغ تشان سونغ في دور نوه يونغ مين: الأخ الأصغر ليونغ وون.[6]
- بارك جاي-تشان في دور دو هيون: ابن يونغ وون.[7][8]
- جونغ هيين بدور غو كيونغ تاي: ضابط شرطة.[9]
- شين سو يول في دور أوه جي يون: جراح تجميل.[10]
- جونغ جيون-جوو دور مون تاي أوه: معلم دو هيون.[8]
- باي وو-جين[11]

## المشاهدات
| الموسم | الموسم | رقم الحلقة | رقم الحلقة | رقم الحلقة | رقم الحلقة | رقم الحلقة | رقم الحلقة | رقم الحلقة | رقم الحلقة | رقم الحلقة | رقم الحلقة | رقم الحلقة | رقم الحلقة | المتوسط |
| الموسم | الموسم | 1          | 2          | 3          | 4          | 5          | 6          | 7          | 8          | 9          | 10         | 11         | 12         | المتوسط |
| ------ | ------ | ---------- | ---------- | ---------- | ---------- | ---------- | ---------- | ---------- | ---------- | ---------- | ---------- | ---------- | ---------- | ------- |
|        | 1      | 989        | 973        | 1047       | 801        | 1050       | 911        | 934        | 841        | 965        | 895        | 894        | 986        | 941     |

| الحلقات | تاريخ البث    | تقييمات نيلسن كوريا | تقييمات نيلسن كوريا |
| الحلقات | تاريخ البث    | على الصعيد الوطني   | سيئول               |
| ------- | ------------- | ------------------- | ------------------- |
| 1       | 24 مايو 2024  | 6.0%                | 5.7%                |
| 2       | 25 مايو 2024  | 5.5%                | 5.2%                |
| 3       | 31 مايو 2024  | 6.2%                | 6.3%                |
| 4       | 1 يونيو 2024  | 4.9%                | 4.5%                |
| 5       | 7 يونيو 2024  | 6.0%                | 6.2%                |
| 6       | 8 يونيو 2024  | 5.1%                | 4.9%                |
| 7       | 14 يونيو 2024 | 5.1%                | 4.9%                |
| 8       | 15 يونيو 2024 | 4.8%                | 4.5%                |
| 9       | 21 يونيو 2024 | 5.5%                | 5.6%                |
| 10      | 22 يونيو 2024 | 4.9%                | 4.7%                |
| 11      | 28 يونيو 2024 | 5.6%                | 5.6%                |
| 12      | 29 يونيو 2024 | 5.4%                | 5.6%                |
| متوسط   | متوسط         | 5.4%                | 5.6%                |

## الانتاج
المسلسل من كتابة نام جي هيون، التي كتبت لقد تزوجت معجبتي الكارهة (2021)، ومن تخطيط قسم الدراما إم بي سي وتولت انتاجه رد ناين بيكتشرز.

## روابط خارجية
- الموقع الرسمي
 (بالكورية)
- الجحيم الحلو المر على موقع IMDb (الإنجليزية)
- الجحيم الحلو المر على موقع قاعدة بيانات الفيلم (الإنجليزية)
- الجحيم الحلو المر على هانسينما